# Neošamanismus

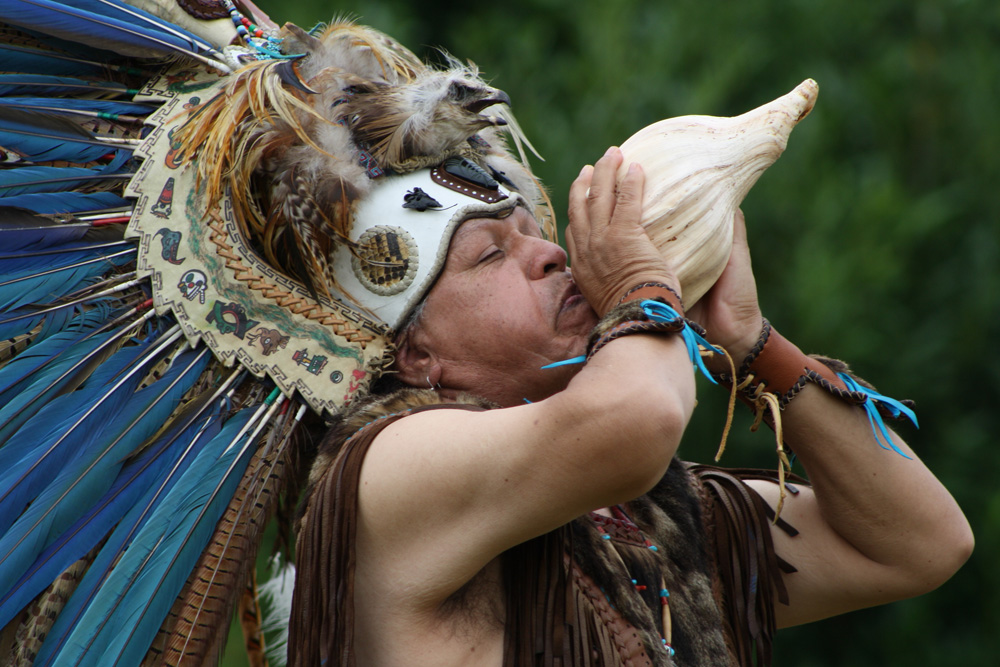
Moderní aztécký (neo)šaman Jorge Nopaltzin Guaderrama

Neošamanismus nebo neo-šamanismus je název pro novou formu šamanismu nebo obnovení některé ze zaniklých šamanistických tradic. Nejedná se v pravém smyslu o náboženství ale o techniku spirituální praxe. Neošamanismus bývá často spojován s hnutím New Age, s nímž často sdílí víru že žijeme v období transformace jedince i společnosti, které má právě spirituální praxe napomáhat. Obě hnutí spojuje také ekologický aktivismus, důraz na léčitelství a alternativní psychoterapii. Kvůli své snaze o návrat k archaické spiritualitě bývá také řazen k novopohanství.

## Rozdíly oproti šamanismu
Od tradičního šamanismu se neošamanismus liší několika prvky jako jsou tyto:
1. Důraz na individuální rozvoj namísto služby komunitě
2. Přístupnost šamanské zkušenosti všem, nikoliv pouze vyvoleným duchy
3. Duchové jsou zpravidla chápáni jako dobrotiví, namísto toho aby měli širokou škálu chování
4. Výcvik probíhá na seminářích, usnadnit jej má i četba knih a poslech reprodukovaného šamanského bubnování, namísto tradičního výcviku

## Historie
Zájem o šamanismus a jeho techniky se objevil od 60. let především v USA pod vlivem anglického překladu knihy Mircea Eliadeho Šamanismus a nejstarší techniky extáze, která vyvolala ohlas jak u odborníků tak u dobové kontrakultury, mimo jiné na psychedelické hnutí
Mezi nejrozšířenější neošamanistické směry patří:
1. Core shamanism (jádrový šamanismus) Michaela Harnera předstovaný Nadací pro šamanská studia
2. Učení Carlose Castanedy spojené s technikou tensegrita
3. Psychedelický šamanismus spojený především s jménem Terence McKenny
4. Technošamanismus zahrnující širokou škálu fenoménů jako urban šamanismus - šamanskou praxi ve městě, digitální šamanismus – šamanskou praxi s informačními technologiemi a religiózní prvky moderní taneční hudby, především rave a psytrance. Tento směr stojí na okraji neošamanismu a často také zahrnuje užívání psychedelik.[1]

## Kritika
Neošamanismus bývá kritizován pro neslučitelnost svých hodnot s tradičními šamanskými společnostmi a také jako kulturní krádež, při které jsou tradiční znalosti a techniky domorodých národů volně šířeny a často také komercializovány. Další otázkou je zda člověk žijící běžným západním stylem věnující se spirituálnu ve svém volném čase může prožít šamanskou zkušenost jako šaman v tradiční společnosti věnující se primárně své praxi.

## Neošamanismus v České republice
Mezi nejznámější české neošamany patří Ivo Musil cvičící jádrový šamanismus nebo kontroverzní Petr Chobot, při jednom z jehož seminářů podal účastníkům jako entheogen prudký jed, čímž je uvedl do ohrožení života. Na český neošamanismus má také vliv slovenská pobočka Nadace pro šamanská studia a zahraniční šamani jako Američan Donald Mantoya vystupující pod jménem Emahó.
Časopis Dingir přinesl na sklonku roku 2022 zprávu o slavení zimního slunovratu v komunitě SpoluZemě. Akce se konala pod žáštitou žáků Ivo Musila a dalších.
Své místo má také hudba, která může mít esoterní, spirituální i léčivé účinky.